# Marija Wjatscheslawowna Belowa
Marija Wjatscheslawowna Belowa (russisch Мария Вячеславовна Белова; * 29. April 1994) ist eine russische Handballspielerin. Die linke Rückraumspielerin ist Erstligaspielerin im Hallenhandball sowie Nationalspielerin im Beachhandball.

## Hallenhandball
Belowa spielt für GK Ufa-Alissa, für dessen erste Mannschaft sie zwischen 2015 und 2019 für vier Spielzeiten in der höchsten russischen Liga spielte und dabei in 95 Spielen 247 Tore erzielte. Zudem spielte sie für die Auswahl des Oblast Wolgograd.

## Beachhandball

### U-Mannschaften
Belowa gab ihr internationales Debüt im Beachhandball im Rahmen der Jugend-Europameisterschaften 2012 (U18) in Batumi. Nach drei Siegen in der Vorrunde zog Belowa mit Russland als Tabellenerste in die Hauptrunde, wo ebenfalls alle Spiele gewonnen wurden. Nach einem Sieg über Armenien im Viertelfinale musste sich Russland erst im Halbfinale der damaligen „Übermannschaft“ aus Ungarn geschlagen geben. Im Spiel um die Bronzemedaille wurde Norwegen besiegt. Belowa spielte alle acht möglichen Partien, blieb aber ohne Treffer.
Ein Jahr später wurde Belowa erneut für die U19-EM in Randers nominiert. Dort spielte die russische Mannschaft eine mittelmäßige Ligarunde mit drei Siegen und drei Niederlagen. Gegen Spanien war Belowa mit 12 erzielten Punkten beste Werferin ihrer Mannschaft. Damit zog Russland als viertplatziertes Team gerade noch in das Halbfinale ein, wo erneut gegen das Team aus Ungarn verloren wurde. Im Spiel um die Bronzemedaille unterlag Belowa mit ihrer Mannschaft der Auswahl der Türkei. In acht Spielen erzielte sie 28 Punkte.

### A-Nationalmannschaft
2015 wurde Belowa für die Europameisterschaften erstmals für ein Turnier in die russische A-Nationalmannschaft berufen. Im ersten Spiel wurde die Spitzenmannschaft Ungarn geschlagen. Abgesehen von einer Niederlage gegen Italien gewann Russland alle Vorrundenspiele. Als Tabellenzweite zogen sie in die Hauptrunde ein, wo gegen die Niederlande Auswahl verloren und gegen Norwegen gewonnen wurde. Im Viertelfinale schied die Mannschaft gegen Ungarn aus. Auch beim nächsten Platzierungsspiel gab es gegen die Niederlage eine Niederlage, bis beim Spiel um den siebten Rang schließlich die Ukraine geschlagen wurde. Belowa erzielte in zehn Spielen 21 Punkte.

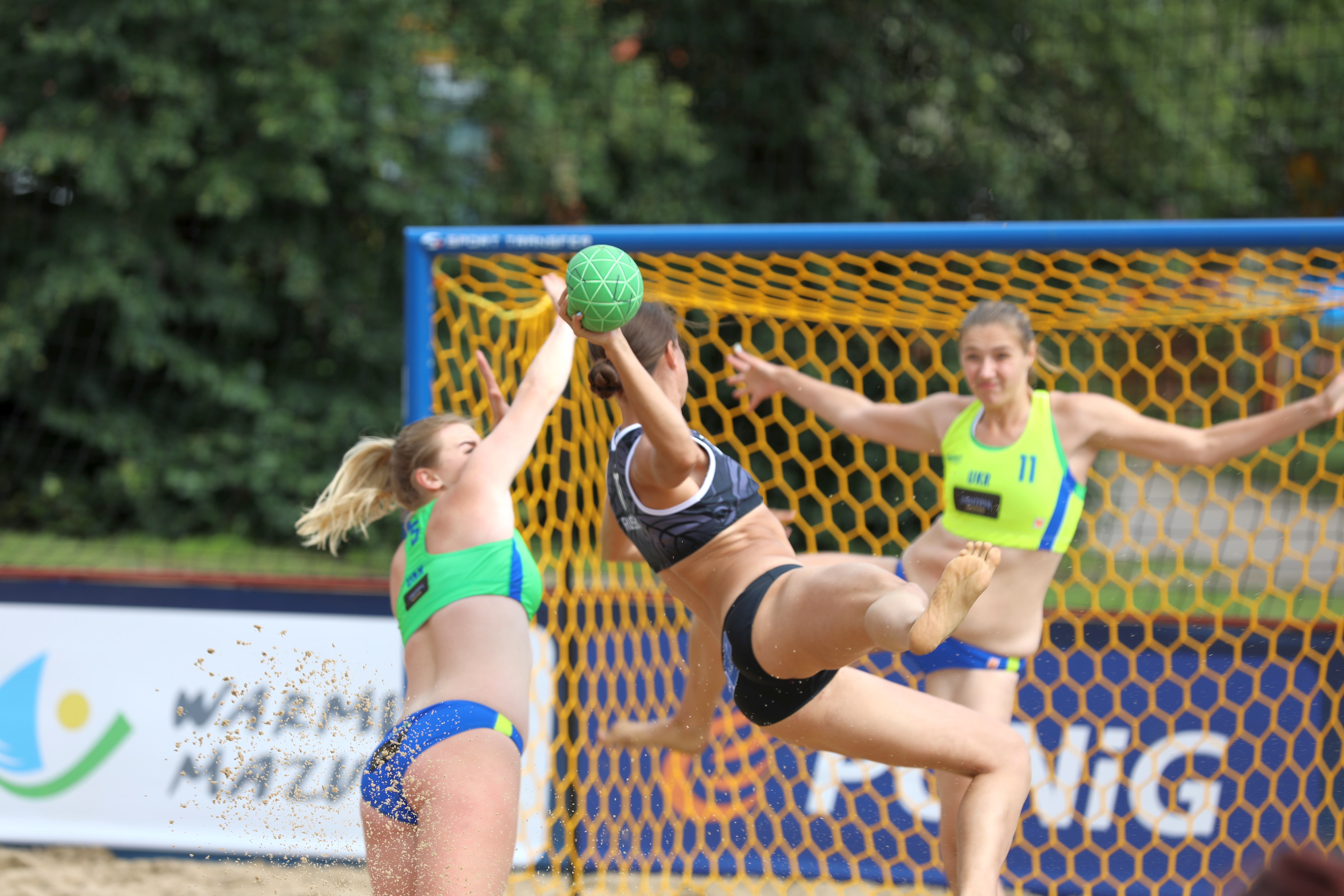
Belowa beim Torwurf im EM-Vorrundenspiel gegen die Ukraine; im gegnerischen Tor Ielyzaveta Voronko, in der Abwehr Sofia Lysenko

Es dauerte bis zur Europameisterschaft 2015, dass Belowa erneut zu einer EM ins russische Nationalteam berufen wurde. Im ersten Vorrundenspiel unterlag Russland im Shootout gegen die deutsche Nationalmannschaft. Danach folgte gegen Nordmazedonien der einzige Sieg in der Vorrunde. Als Vorletzte ihrer Gruppe gelang nicht die Qualifikation für die Hauptrunde. In der Trostrunde unterlag Russland zunächst ein weiteres Mal gegen Frankreich, bevor zwei Siege gegen Slowenien und Rumänien gelangen. Es folgten die Platzierungsspiele. Hier gewannen die Russinnen ihr erstes Spiel gegen die Türkei und schlugen im letzten Spiel um den neunten Rang die Deutschen Frauen. Belowa bestritt alle zehn möglichen Partien und war mit 71 erzielten Punkten hinter Xenija Djatschenko und Jelisaweta Dudkina drittbeste russische Werferin.

## Einzelbelege
1. ↑  European Handball Federation - 2012 Women's ECh Beach Handball 18 / Final Tournament. Abgerufen am 29. April 2021 (englisch).
2. ↑  European Handball Federation - 2013 Women's ECh Beach Handball 19 / Final Tournament. Abgerufen am 29. April 2021 (englisch).
3. ↑  European Handball Federation - 2015 Women's ECh Beach Handball / Match Details. Abgerufen am 29. April 2021 (englisch).
4. ↑  European Handball Federation - 2019 Women's ECh Beach Handball / Final Tournament. Abgerufen am 18. November 2020 (englisch).

| Personendaten    | Personendaten                                                                                                 |
| ---------------- | --- |
| NAME             | Belowa, Marija Wjatscheslawowna                                                                               |
| ALTERNATIVNAMEN  | Belowa, Marija; Белова, Мария Вячеславовна (russisch); Belova, Maria Vyacheslavovna (englische Transkription) |
| KURZBESCHREIBUNG | russische Handballspielerin                                                                                   |
| GEBURTSDATUM     | 29. April 1994                                                                                                |